# بيدرماير

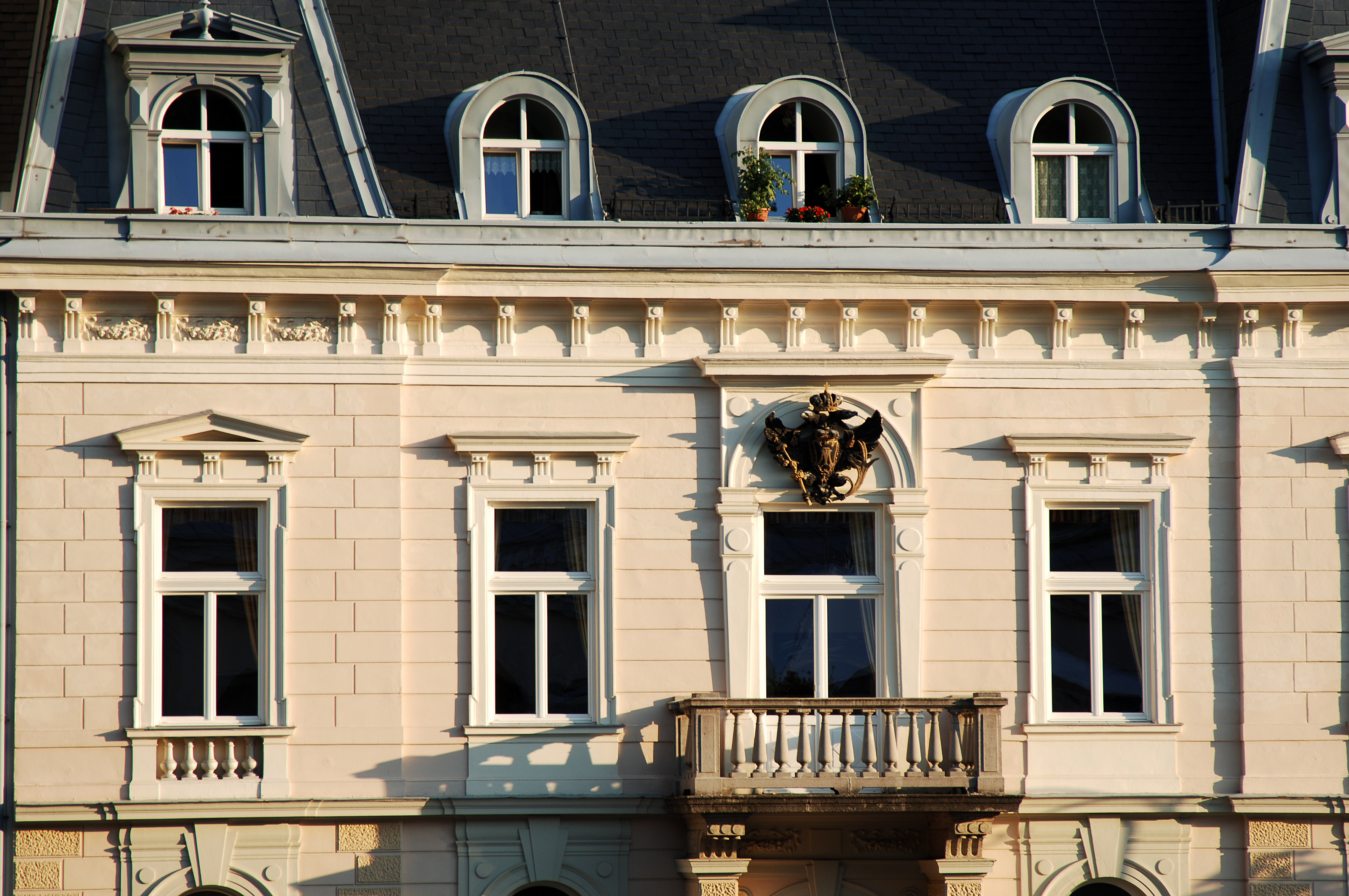
عمارة بيدرماير.

بيدرماير (بالألمانية: Biedermeier) مصطلح يُستخدم للدلالة على الأساليب الفنية التي ازدهرت في مجالات الأدب والموسيقى والفنون البصرية والتصميم الداخلي في ألمانيا وأوروبا الوسطى، حيث نمت من خلال الطبقة المتوسطة في الفترة التاريخية بين عام 1815، وهو عام مؤتمر فيينا في نهاية الحروب النابليونية و1848، وهو عام الثورات الأوروبية. وهو في العمارة طراز معماري، يتزامن مع طراز الريجنسي في المملكة المتحدة، والطراز الإتحادي (الفيدرالي) في الولايات المتحدة، بالإضافة إلى الطراز الإمبراطوري الفرنسي.
"بيدرماير" مشتق من الشاعر الوهمي جوتليب بييدرماير، الذي ظهر في مجلة ميونيخ "فليغيندي بلايتر" (الأوراق الطائرة).

## خلفية سياسية
فترة بييدرماير لا تشير إلى العصر ككل، بل إلى مزاج معين ومجموعة من الاتجاهات التي نشأت من الأسس الفريدة لتلك الفترة في أوروبا الوسطى. كانت هناك قوتان رئيسيتان وراء تطور هذه الفترة. الأولى كانت التوسع الحضري والتصنيع الذي أدى إلى ظهور طبقة وسطى حضرية جديدة، مما خلق نوعًا جديدًا من الجمهور للفنون. أما الثانية فكانت الاستقرار السياسي الذي ساد تحت حكم كليمنس فون مترنيش بعد انتهاء الحروب النابليونية ومؤتمر فيينا.
كانت النتيجة أن تركّز الفنانون والمجتمع بشكل عام على الحياة المنزلية، وفي العلن على الأقل، على الأمور غير السياسية. بدأ الكتاب والرسامون والموسيقيون في البقاء ضمن حدود آمنة، وكان التركيز على الحياة المنزلية للطبقة الوسطى المتنامية يعني ازدهار تصميم الأثاث وتزيين الديكور الداخلي.

## الأدب
ظهر مصطلح "بيدرماير" لأول مرة في الأوساط الأدبية بشكل اسم مستعار، "جوتليب بيدرماير"، الذي استخدمه الطبيب الريفي أدولف كوسماول والمحامي لودفيغ إيشنرود في قصائد نشراها في المجلة الأسبوعية الساخرة "فليغيندي بلايتر" في ميونيخ عام 1850. تُترجم الكلمة الألمانية "بيدر" إلى "بسيط"، بينما "ماير" هو لقب بورجوازي شائع.
كانت القصائد تسخر من الناس في تلك الحقبة، مثل: صموئيل فريدريش ساوتر، المعلم الابتدائي والشاعر الهاوي، الذين وصفوا بأنهم غير مهتمين بالسياسة وبورجوازيون صغار. تم بناء الاسم من عناوين قصيدتين هما "بيدرمانس آبيندغيموتليشكايت" (راحة المساء لبيدرمان) و"بوملمايرز كلاجه" (شكوى بوملماير)، اللتين نشرهما جوزيف فيكتور فون شيفل في عام 1848 في نفس المجلة. وكعلامة لهذه الحقبة، تم استخدام المصطلح منذ حوالي عام 1900.
نظرًا للرقابة الصارمة على النشر والمراقبة الرسمية، اهتم كتّاب بيدرماير بشكل أساسي بالمواضيع غير السياسية، مثل الأدب التاريخي وحياة الريف. كانت المناقشات السياسية عادة ما تقتصر على المنزل، في وجود الأصدقاء المقربين. من بين شعراء بيدرماير المميزين نجد أنيت فون دروست-هولشوف، فريدريش هالم، أدلبرت فون شاميصو، إدوارد موريكي، وويليام مولر، الذين تم تلحين أعمالهم الموسيقية بواسطة روبرت شومان، هوغو وولف، وفرانس شوبرت على التوالي. كان أدلبرت ستيفتر كاتب روايات وقصص قصيرة تأثرت أعماله أيضًا بقضايا حركة بييدرماير، وخاصة في روايته "دير ناخسومر" (الصيف المتأخر). كما قال المؤرخ كارل إميل شورسكي: "لإظهار وترويج مفهومه عن Bildung، المكون من تقوى العالم البينديكتيني، والإنسانية الألمانية، والروتين البورجوازي في بيدرماير، قدم ستيفتر للعالم روايته دير ناخسومر".
نشر جيريمياس جوتهلف "العنكبوت الأسود" في عام 1842 كعمل رمزي يستخدم مواضيع القوطية. يعد هذا العمل الأكثر شهرة لجوتهلف. وعلى الرغم من أنه كان في البداية قليل الاهتمام، يُعتبر الآن من قبل العديد من النقاد واحدًا من أبرز الأعمال في حقبة بيدرماير وحساسيتها.

## الأثاث البيدرماير
يُعَتَبر أثاث بيدرماير موضع إعجاب بسبب حرفيته العالية وراحته. كان الأثاث الأصلي في بداية القرن التاسع عشر مصممًا لعرضه علنًا، مع اهتمام أقل بالراحة الشخصية أو الاستمتاع الخاص. كان التنجيد في أثاث بيدرماير يستخدم بشكل كبير الينابيع الملفوفة. تم شراء أو تكليف تصميمات أثاث بيدرماير من قبل الطبقة الوسطى الثرية للاحتفال بالراحة والرفاهية.
يمثل تصميم الأثاث البيدرماير في منتصف إلى أواخر الفترة تحولًا نحو التاريخية وعصور الإحياء التي طالما كانت مطلوبة. كانت القوى الاجتماعية الناشئة في فرنسا قد بدأت تغيّر النظام التقليدي بين الحرفيين والراعي الذي أتاح هذه الفترة من التصميم، أولاً في الدول الألمانية ثم في البلدان الاسكندنافية. نشأت الطبقة الوسطى في ثورة الصناعة في بريطانيا، ويعود العديد من تصميمات بيدرماير ببساطتها إلى الخطوط الجورجية في القرن التاسع عشر، حيث وصلت المنشورات الخاصة بالتصميم إلى الدول الألمانية والإمبراطورية النمساوية.
كان أسلوب بيدرماير تمثيلًا مبسطًا للأسلوب الفرنسي المؤثر في فترة الإمبراطورية النابليونية، الذي قدم رومانسية الأساليب الرومانية القديمة ومواءمتها مع الأسر الحديثة في أوائل القرن التاسع عشر. استخدم أثاث بيدرماير المواد المتوفرة محليًا مثل خشب الكرز والرماد والبلوط بدلاً من الأخشاب المكلفة مثل الماهوجني المستورد بالكامل.
تم تصميم قطع فريدة في فيينا. كان الأثاث من الفترة المبكرة (1815-1830) الأكثر شدة وأساسًا في الإلهام الكلاسيكي الجديد. كما كان يضم أكثر الأشكال الرائعة التي افتقر إليها النصف الثاني من الفترة (1830-1848)، والتي تأثرت بالكثير من المنشورات المتعلقة بالتصميم من بريطانيا. كان أثاث بيدرماير أول أسلوب ينشأ من الطبقة الوسطى المتنامية في العالم. وقد سبق أسلوب فيكتوريا وأثر بشكل رئيسي على البلدان الناطقة بالألمانية.
في السويد، أصبح جان-بابتيست برنادوت، الذي تم تبنيه من قبل الملك كارل الثالث عشر (الذي كان بدون أطفال)، ملكًا جديدًا للسويد في عام 1818 تحت اسم كارل الرابع عشر يوهان. احتفظ الأسلوب السويدي كارل يوهان، الذي يشبه أسلوب بيدرماير، بأسلوبه الأنيق والواضح المستوحى من نابليون طوال القرن التاسع عشر.
كان الأثاث البيدرماير وأسلوب الحياة محورًا للمعارض في متحف الفنون التطبيقية في فيينا عام 1896. لقد تأثر العديد من الزوار بهذا الأسلوب الخيالي وأناقتِه لدرجة أن فترة إحياء جديدة أصبحت شائعة بين صانعي الأثاث الأوروبيين. استمر هذا الإحياء حتى تم تبني أسلوب آرت ديكو. كما أثر بيدرماير على العديد من أساليب باوهاوس من خلال فلسفة "الصدق في المادة".
تغيرت الفترة الأصلية لبيدرماير مع الاضطرابات السياسية في 1845-1848 (تاريخ نهايتها). مع الثورات في التاريخية الأوروبية، أصبح أثاث السنوات الأخيرة من الفترة يحمل طابعًا مميزًا من أسلوب فيلهلميني أو فيكتوري. يُستخدم مصطلح بيدرماير أيضًا للإشارة إلى أسلوب الساعات المصنوعة في فيينا في أوائل القرن التاسع عشر. تضمنت الخطوط النظيفة والبسيطة جمالية خفيفة وفضفاضة، خاصة في ساعات التنظيم الفيينية مثل أسلوبي "لايترندلوهر" و"داخلوهر".

## العمارة
أدى النمو السكاني والتحضر في القرن التاسع عشر في أوروبا إلى ظهور عمارة بيدرماير التي تميزت بالوظيفية والأناقة. تم بناء قصر "جيمايلرشلوسل" في فيينا عام 1808، ويضم اليوم مجموعة بييدرماير في متحف الفنون التطبيقية.

### الإرث المعماري
في ألمانيا في فترة فيلهلمين، اعتبر الإصلاحيون الاجتماعيون عمارة بييدرماير المثال المثالي لثقافة الطبقة الوسطى والإصلاحات المنزلية.
خلال جمهورية فايمار، واجهت ألمانيا أزمة سكنية جديدة. كان بول شولتزي-نومبورغ من بين أبرز المهندسين المعماريين النيو-بييدرماير في ألمانيا، وكان يعتقد أن المساكن الجديدة يجب أن تحاكي عمارة بييدرماير الألمانية حوالي عام 1800. كان بول ميبيس من بين الذين روجوا لأسلوب النيو-بييدرماير، الذي نال تأييدًا واسعًا من المهندسين المعماريين الألمان. كما قام أدولف بينه، برونو تاوت، وبيتر بيرنز بابتكار أسلوب معماري حديث للنيو-بييدرماير. دعا شولتزي-نومبورغ وهاينريش تيسينوف إلى تفسير عمارة بييدرماير بشكل مرن، مما يسمح بقدر ضئيل من التحديث. كما سُمّي الأسلوب المعماري البولندي "شفيديرماير" كلعبة على اسم بييدرماير.

## الفن البصري
في الفنون البصرية، يرتبط أسلوب بيدرماير بالعاطفية والرتابة. تشتهر لوحات بييدرماير بانشغالها بالعالم اليومي مع قلة من الإيماءات الكبرى. يتجسد هذا الأسلوب الجمالي في اللوحات مثل البورتريهات (على سبيل المثال، بورتريه عائلة آرثابر، 1837، بواسطة فريدريش فون أميرلينغ)، والمناظر الطبيعية (مثل: لوحات فالدميولر أو غويرمان)، ومشاهد الأنواع المعاصرة (مثل: خلافات السائقين، 1828، بواسطة ميخائيل نيدر). كان هذا الفن يعكس الطابع المعتدل المحافظ واللامبالاة السياسية عمومًا التي ميزت الحركة وجمهورها. وتجنب فنانو بيدرماير بشكل نشط التعليقات الجذرية التي استخدمتها دوائر أخرى. ومع ذلك، تركت الأعمال اللاحقة مثل: دودة الكتاب (حوالي 1850) مساحة لبعض السخرية الخفيفة.

## الموسيقى
كانت موسيقى بييدرماير أكثر وضوحًا في العديد من المنشورات المخصصة للموسيقى المنزلية. كانت الترتيبات المنشورة لمقاطع من الأوبرا، والأغاني الألمانية (Lieder)، وبعض الأعمال السيمفونية التي يمكن عزفها على البيانو دون الحاجة إلى تدريب موسيقي محترف، تبرز مدى توسع الموسيقى في هذه الفترة. شمل مؤلفو هذا العصر كل من بيتهوفن، شوبان، روسيني، فيبر، مندلسون، شومان، ليزت، وشوبرت.
كانت ما يُسمى شوبرتيا هي مجموعة من الأشخاص الذين تجمعوا حول المؤلف الموسيقي فرانز شوبيرت لتوفير منتدى أو مكان اجتماع لجماعات سرية سياسية. ومع ذلك، كانت الموسيقى المنزلية في فترة بيدرماير بعيدة عن التفاخر وغير سياسية، رغم أن السياق السياسي كان متفجرًا. حتى النقاش النقدي حول الموسيقى نفسها كان يتم تجنبه.

## النهضة الوطنية التشيكية
تزامنت فترة بيدرماير مع حركة النهضة الوطنية التشيكية في المناطق الناطقة بالتشيكية. كان من أشهر كتّاب هذه الفترة بوزينا نيمتسوفا، كاريل هاينك ماشا، فرانتيسك لاديسلاف تشيلاكوفský، فاسلاف كليمنت كليسبيرا، ويوسف كاجيتان تيل. أما رسامو بيدرماير التشيكيون البارزون فكانوا يوسف نافراتيل، أنطونين ماتشيك، وأنطونين مانس. كانت المناظر الطبيعية، واللوحات الساكنة، والساحات الداخلية، والمشاهد العائلية، والبورتريهات تحظى بشعبية كبيرة. قام فاسلاف توماشك بتأليف مقطوعات بيانو ليرية وأغاني للكلمات الوطنية لكتّاب تشيكيين.
كما انعكس أسلوب بييدرماير في الفنون التطبيقية مثل الزجاج، والبورسلين، والموضة، والمجوهرات، والأثاث.